# Cherveno Zname Sofia
El Cherveno Zname Sofia fue un equipo de fútbol de Bulgaria que jugó en la Liga Profesional de Bulgaria, la primera división nacional.

## Historia
Fue fundado en el año 1949 en la capital Sofia y contaba también con secciones en hockey sobre hielo y voleibol. En 1950 juega por primera vez en la Liga Profesional de Bulgaria en la que finalizó en sexto lugar del Grupo A.
Tres años después regresa a la primera división para descender en ese año, y ocho años después el club desaparece en 1962 luego de fusionarse con el PFC CSKA Sofia para crear al CSKA Cherveno Zname Sofia.
El club jugó dos temporadas en la primera división en las que jugó 40 partidos, con 13 victorias, 13 empates y 14 derrotas; anotó 46 goles y recibió 50.

## Palmarés
- B PFG: 2

1950, 1952